# Томаш Кошта Сілва
Томаш Кошта Сілва (порт. Tomás Silva, нар. 25 жовтня 1999, Віана-ду-Каштелу) — португальський футболіст, півзахисник польського клубу «Ягеллонія». Виступав також за низку португальських клубів.

## Ігрова кар'єра
Томаш Кошта Сілва народився 1999 року в місті Віана-ду-Каштелу, та є вихованцем футбольної школи клубу «Спортінг». У 2020 році розпочав грати за другу команду клубу «Спортінг», а в 2021 році дебютував за першу команду клубу, проте зіграв за першу команду клубу лише 1 матч, та в 2021 році перейшов до клубу «Візела». У складі «Візели» Сілва грав до 2024 року, за виключенням короткострокової оренди до клубу «Варзім» в 2022 році.
З 2024 року португальський півзахисник грає в складі польського клубу «Ягеллонія».

## Титули і досягнення
- Володар Суперкубка Польщі (1):

«Ягеллонія»: 2024